# Bathycolpodes kabaria
Bathycolpodes kabaria är en fjärilsart som beskrevs av Swinhoe 1904. Bathycolpodes kabaria ingår i släktet Bathycolpodes och familjen mätare. Inga underarter finns listade i Catalogue of Life.